# Žebětín (přírodní památka)
Žebětín je přírodní památka poblíž obce Moravské Bránice, na katastru města Dolní Kounice v okrese Brno-venkov. Předmětem ochrany jsou teplomilná stepní a lesostepní společenstva s dominantním porostem úzkolistých suchých trávníků s výskytem četných zvláště chráněných druhů rostlin a živočichů, zejména evropsky významného druhu koniklece velkokvětého (Pulsatilla grandis).

## Galerie

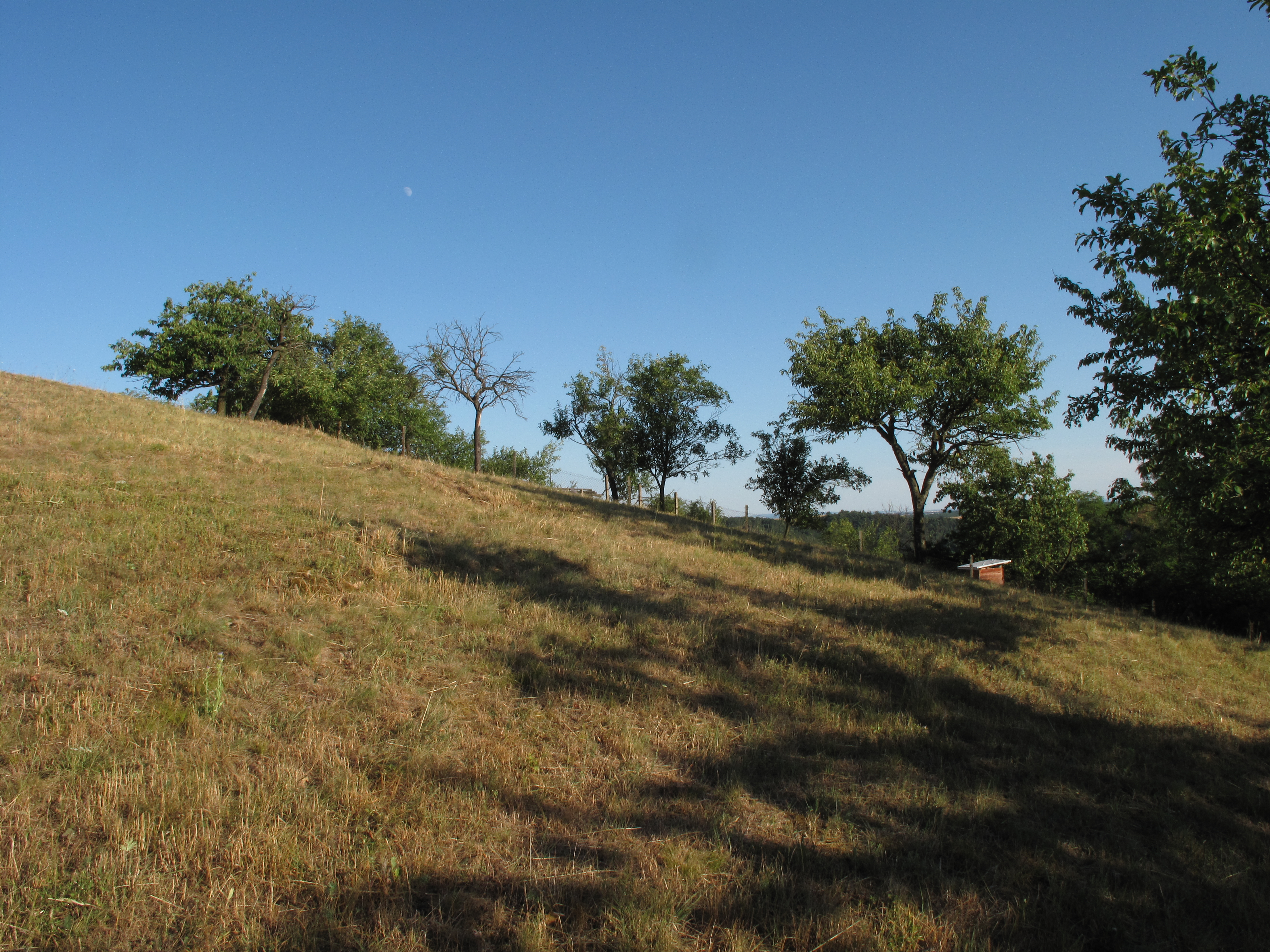
Svah
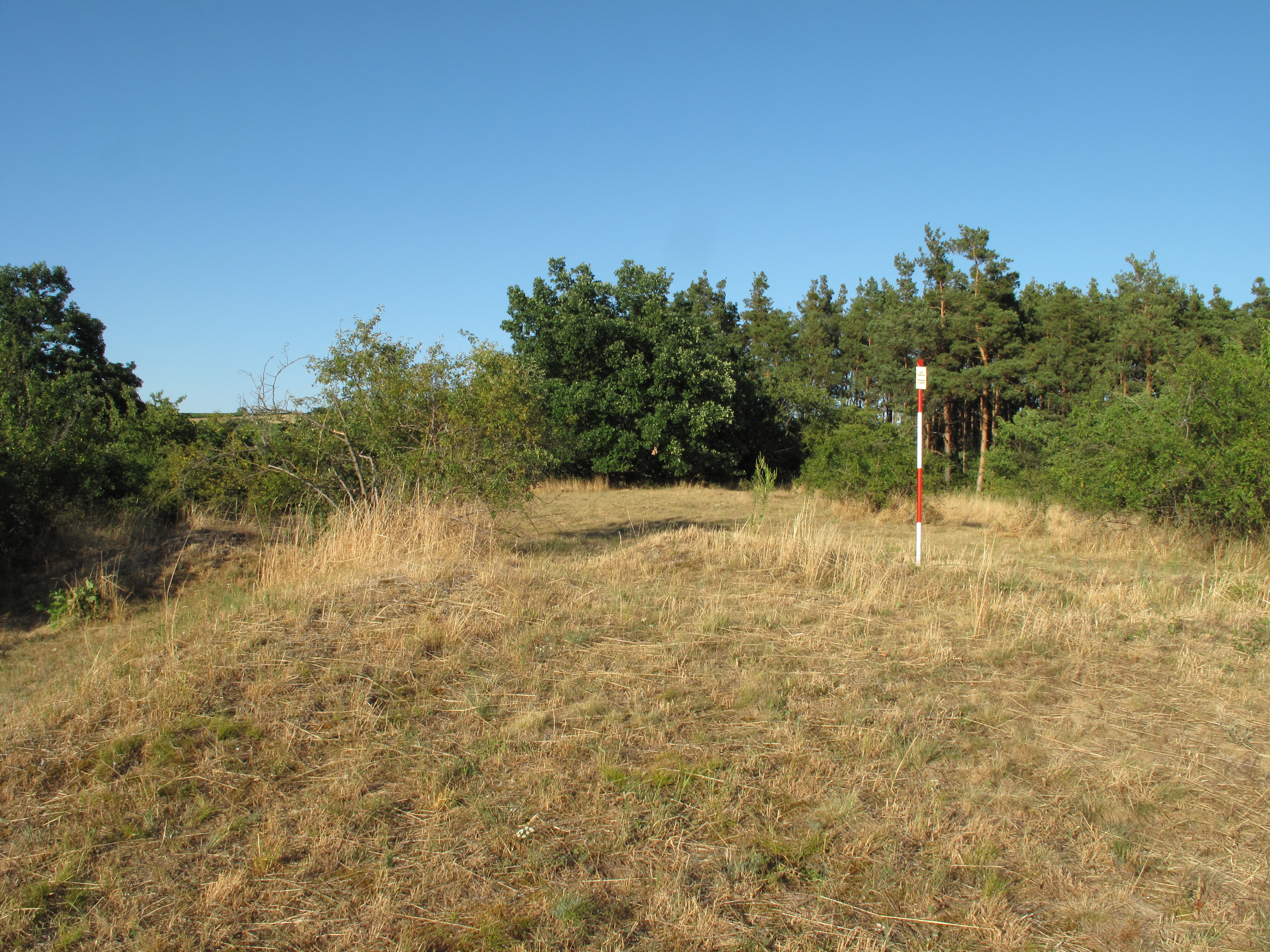
Triangulační bod
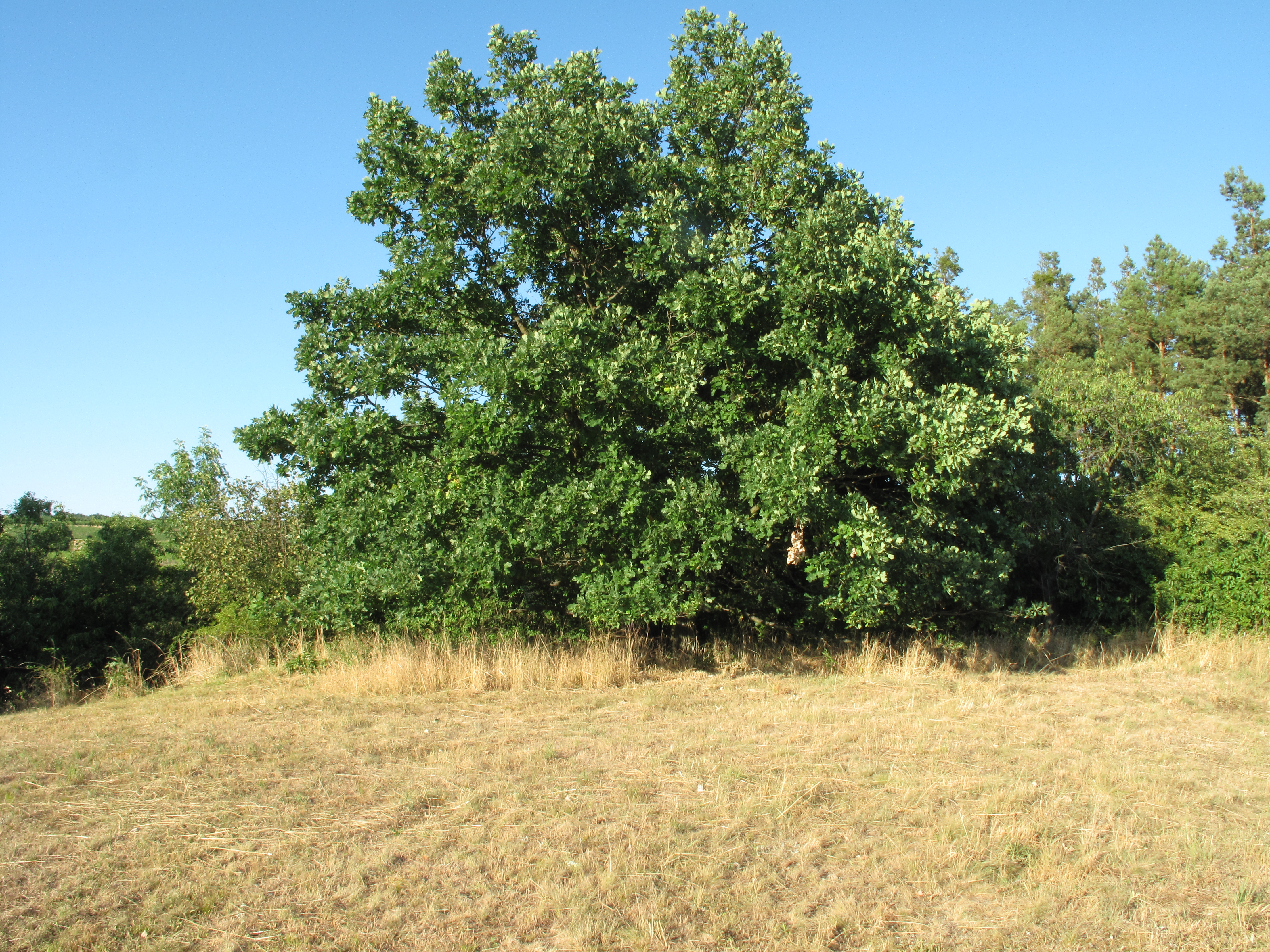
Dub
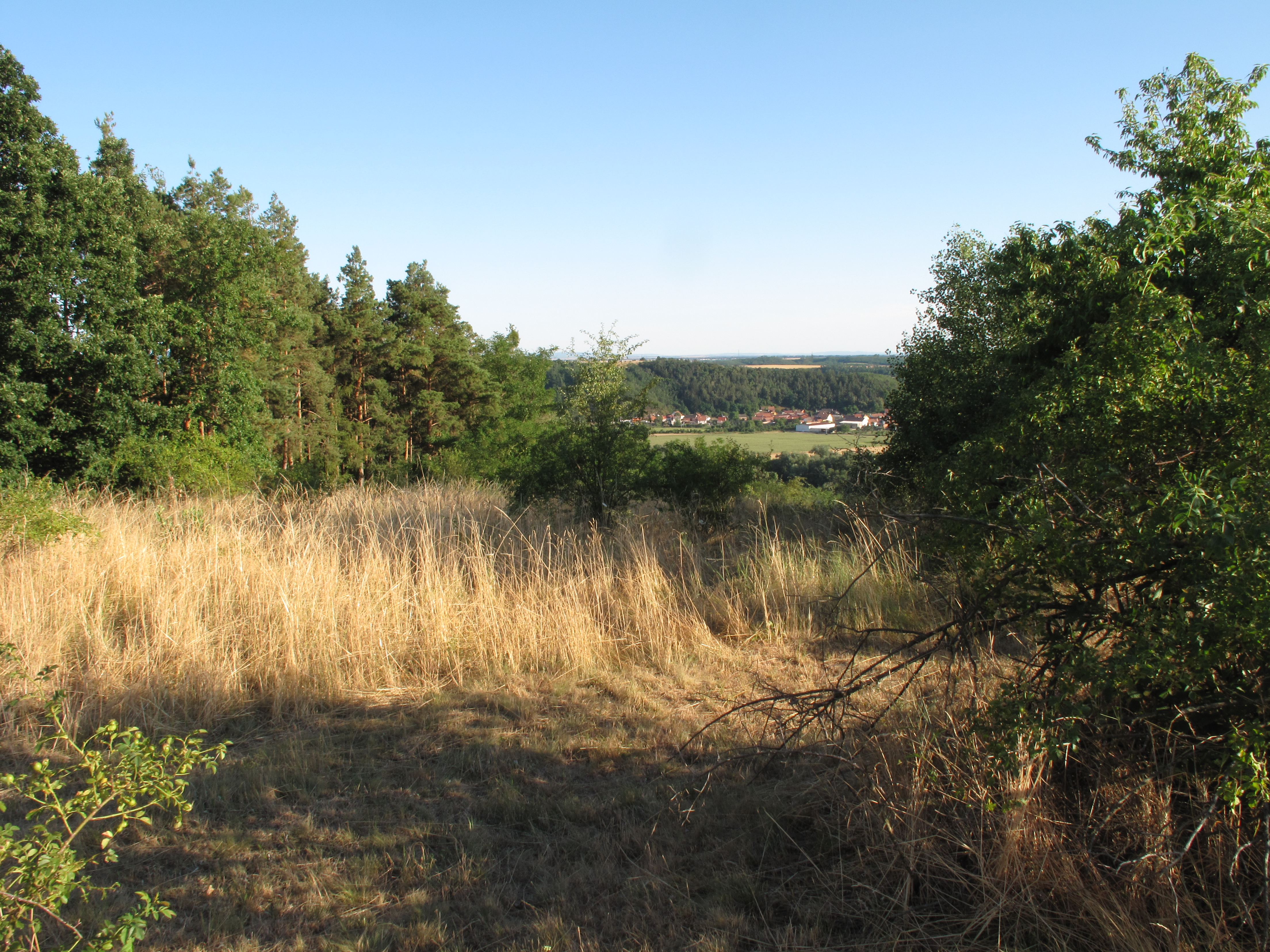
Neposekaná část